# Дмитрівська сільська рада (Горішні Плавні)
Дми́трівська сільська́ ра́да — колишній орган місцевого самоврядування у складі Горішньоплавнівської міської ради Полтавської області з адміністративним центром у селі Дмитрівці.
До 27 грудня 1985 року входила до складу Кременчуцького району. З 27 грудня 1985 року входить до складу Горішньоплавнівської міської ради обласного підпорядкування.

## Загальні відомості
- Населення ради: 2 753 особи (станом на 2001 рік)

## Населені пункти
Сільраді були підпорядковані населені пункти:
- c. Базалуки
- c. Дмитрівка
- c. Кияшки
- c. Гора
- c. Кузьменки
- c. Солонці

## Ліквідовані населені пункти
1. c. Вишневе
2. c. Волошине
3. c. Кириленки
4. c. Низи
5. c. Золотнишине

## Склад ради
Рада складалася з 20 депутатів та голови.
- Голова ради: Прядко Антоніна Іванівна
- Секретар ради: Шинкоренко Наталія Олександрівна

### Керівний склад попередніх скликань
| ПІБ                      | Основні відомості                                                                       | Дата обрання | Дата звільнення |
| ------------------------ | --------------------------------------------------------------------------------------- | ------------ | --------------- |
| Прядко Антоніна Іванівна | Сільський голова, 1955 року народження, освіта вища, член Соціалістичної партії України | 26.03.2006   | 31.10.2010      |
| Прядко Антоніна Іванівна | Сільський голова, 1955 року народження, освіта вища, член Партії регіонів               | 31.10.2010   |                 |

Примітка: таблиця складена за даними джерела

### Депутати
За результатами місцевих виборів 2010 року депутатами ради стали:

#### За суб'єктами висування
| Суб'єкт висування | Кількість обраних депутатів | %  |
| ----------------- | --------------------------- | -- |
| Партія регіонів   | 10                          | 50 |
| Самовисування     | 10                          | 50 |

#### За округами
| № округу        | Прізвище, ім'я, по батькові      | Дата визнання обраним | Освіта         | Партійна приналежність                        | Відомості про обраного депутата                                                  |
| --------------- | -------------------------------- | --------------------- | -------------- | --------------------------------------------- | -------------------------------------------------------------------------------- |
| Партія регіонів |                                  |                       |                |                                               |                                                                                  |
| 1               | Бегма Валентина Володимирівна    | 02.11.2010            | Освіта середня | член Партії регіонів                          | Дмитрівська загальноосвітня школа, шеф — кухар                                   |
| 3               | Крівіч Ярослав Іванович          | 02.11.2010            | Освіта вища    | член Партії регіонів                          | ПГЗК, пожежник                                                                   |
| 4               | Головатенко Олена Анатоліївна    | 02.11.2010            | Освіта середня | член Партії регіонів                          | Дмитрівська сільська рада, секретар                                              |
| 5               | Філіппова Наталія Михайлівна     | 02.11.2010            | Освіта середня | член Партії регіонів                          | Дмитрівська загальноосвітня школа, бібліотекар                                   |
| 6               | Брижань Ірина Анатоліївна        | 02.11.2010            | Освіта вища    | член Партії регіонів                          | Дмитрівська загальноосвітня школа, вчитель                                       |
| 7               | Захарченко Тетяна Миколаївна     | 02.11.2010            | Освіта середня | член Партії регіонів                          | Дмитрівська загальноосвітня школа, бухгалтер                                     |
| 11              | Чирва Світлана Анатоліївна       | 02.11.2010            | Освіта середня | член Партії регіонів                          | Дмитрівська загальноосвітня школа, завгосп                                       |
| 12              | Шинкоренко Наталія Олександрівна | 02.11.2010            | Освіта середня | член Партії регіонів                          | Дмитрівська сільська рада, керуюча справами виконкому                            |
| 14              | Муращенко Анатолій Антонович     | 02.11.2010            | Освіта середня | член Партії регіонів                          | Дмитрівська сільська рада, водій                                                 |
| 15              | Базавлук Анатолій Миколайович    | 02.11.2010            | Освіта середня | член Партії регіонів                          | приватний підприємець «Матюха», головний енергетик                               |
| Самовисування   |                                  |                       |                |                                               |                                                                                  |
| 2               | Кравченко Варвара Степанівна     | 02.11.2010            | Освіта середня | позапартійна                                  | тимчасово не працює                                                              |
| 8               | Матнік Микола Анатолійович       | 02.11.2010            | Освіта середня | позапартійний                                 | ПГЗК, майстер                                                                    |
| 9               | Сніжко Борис Іванович            | 02.11.2010            | Освіта середня | позапартійний                                 | приватний підприємець «Сніжко»                                                   |
| 10              | Базавлук Лідія Семенівна         | 02.11.2010            | Освіта середня | позапартійна                                  | Дмитрівська сільська рада, завідувачка відділу житлово-комунального господарства |
| 13              | Чупрін Іван Іванович             | 02.11.2010            | Освіта середня | позапартійний                                 | ПГЗК, охоронець                                                                  |
| 16              | Онищенко Галина Іванівна         | 02.11.2010            | Освіта вища    | член Всеукраїнського об'єднання «Батьківщина» | Дмитрівська загальноосвітня школа, завуч                                         |
| 17              | Пархоменко Тетяна Василівна      | 02.11.2010            | Освіта середня | позапартійна                                  | Кременцуцька дистанція колії, обхідник штучних споруд                            |
| 18              | Прибутько Оксана Євгеніївна      | 02.11.2010            | Освіта вища    | позапартійна                                  | с. Дмитрівка, завідувачка музею                                                  |
| 19              | Явтушенко Петро Олексійович      | 02.11.2010            | Освіта середня | позапартійний                                 | південна залізниця                                                               |
| 20              | Крамаренко Віктор Володимирович  | 02.11.2010            | Освіта вища    | позапартійний                                 | приватний підприємець «Крамаренко»                                               |

## Населення
За переписом населення України 2001 року в селі мешкали 2573 особи.